# Гемские горы (Луна)
Гемские горы (лат. Montes Haemus) — горный хребет на Луне. Тянется вдоль юго-западного края Моря Ясности. Северо-западная оконечность хребта соединяется с лунными Апеннинами, юго-восточная оконечность переходит в мыс Архерузия (Promontorium Archerusia) на границе между Морем Ясности и Морем Спокойствия, вблизи кратера Плиний.
В районе хребта располагаются кратеры Сульпиций Галл, Менелай, Добрэ, Ауверс, Таке, Аль-Бакри. С южной стороны к хребту примыкают озёра Ненависти, Печали, Радости и Зимы — небольшие бассейны, заполненные базальтовой лавой, а к юго-восточной оконечности хребта — Залив Славы Моря Спокойствия. С северной стороны хребта располагаются гряда Гэста, борозды Сульпиция Галла, гряды Сорби и борозды Менелая. К северу от юго-восточной оконечности хребта находятся гряда Николя — начало Змеиного хребта.

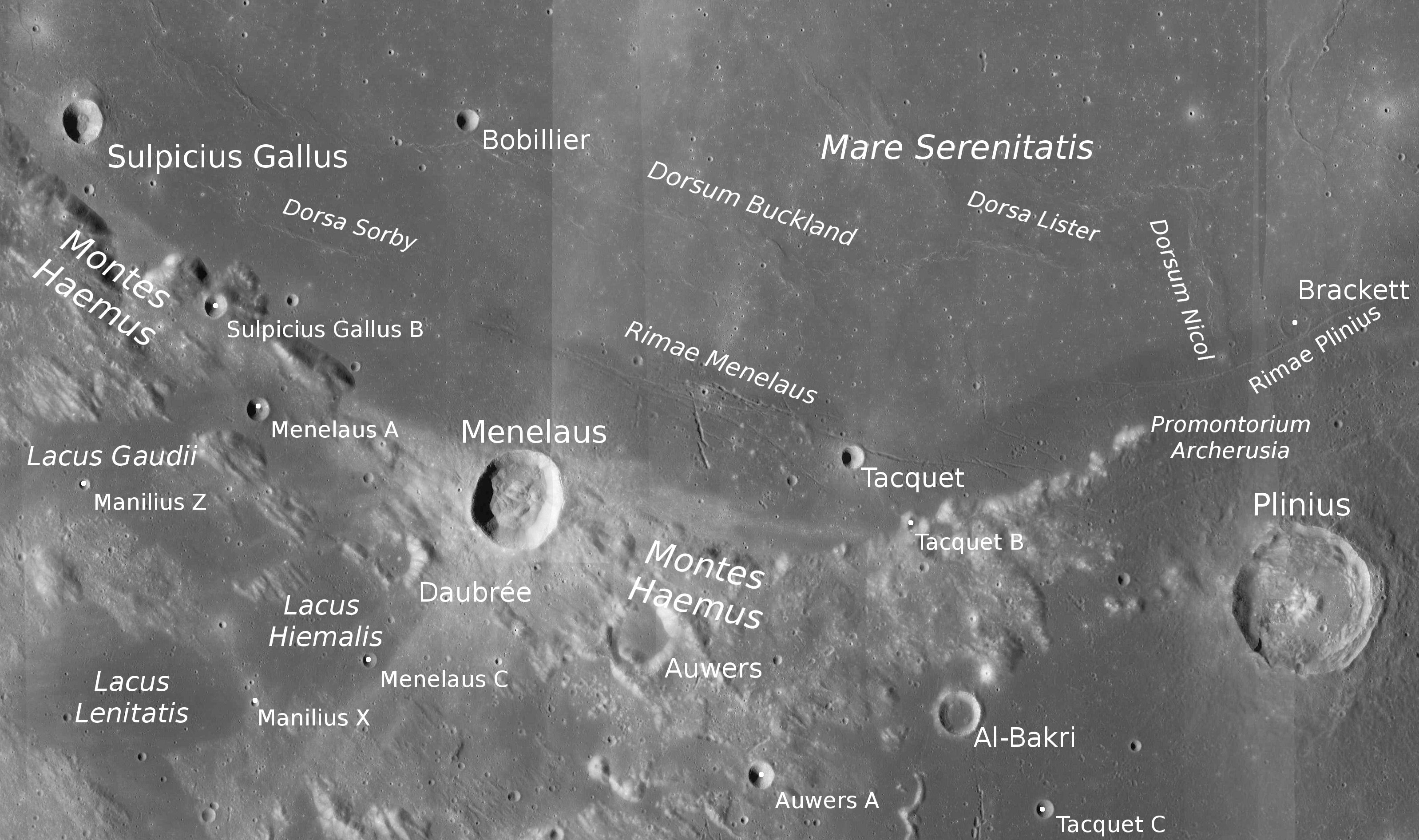
Мозаика снимков зонда Lunar Reconnaissance Orbiter

Селенографические координаты северо-западной оконечности хребта — 23°06′ с. ш. 4°00′ в. д. / 23,1° с. ш. 4,0° в. д., юго-восточной оконечности — 15°30′ с. ш. 21°00′ в. д. / 15,5° с. ш. 21,0° в. д.. Наибольшая высота хребта — 2,4 км, протяжённость — около 400 км.

## Название
Этот хребет носит древнегреческое название Балканских гор, связанное с именем мифического Гема. На карте Луны оно появилось благодаря Яну Гевелию, дававшему лунным горам имена земных. У Гевелия это название имело вид Mons Æmus и относилось к другому объекту, а именно к остаткам вала кратера Александр, расположенного на северном краю Моря Ясности. В XIX веке Иоганн Генрих фон Медлер перенёс это имя (в виде Haemus) на объект данной статьи (у Гевелия безымянный). Оно вошло в употребление и попало на основные лунные карты XIX столетия, а также в вышедший в 1935 году каталог лунных названий, утверждённый Международным астрономическим союзом. В 1961 году МАС решил, а в 1964 году постановил дополнить имена лунных горных систем словом Montes — «горы», и название приобрело нынешний вид Montes Haemus. То же наименование с обратным порядком слов — Haemus Montes — носит одна из горных систем Ио. В старой русской транскрипции использовалось название Горы Хемус.